# Vereniging Radio- & Televisiebedrijven Suriname
De Vereniging Radio- & Televisiebedrijven Suriname (VRTS) is een belangenorganisatie voor mediaorganisaties in Suriname. De vereniging werd in 2006 opgericht.

## Achtergrond
Naast de belangenbehartiging voor haar leden, voerde het acht en half jaar lang strijd tegen de abrupte handhaving van de auteursrechten door de Stichting voor Auteursrechten in Suriname (Sasur).
Daarnaast vertegenwoordigt het haar leden tegenover de Telecommunicatie Autoriteit Suriname (TAS), onder meer in zaken waarin de regering via de media beledigd zou zijn. Ook gebeurt dat rechtstreeks naar de regering, zoals eind 2017, toen de VRTS minister Jerry Miranda om opheldering verzocht nadat het satirische radioprogramma Zeven Even (RBN) van presentator Satish Baldewsingh werd verboden. Het programma kwam enkele maanden later weliswaar terug, maar zonder Baldewsingh.
Daarnaast neemt het politieke standpunten in, zoals in het openlijk advies in 2016 aan de regering om de samenwerking met het IMF tijdens de economische crisis af te wijzen. 
Verder werkt de VRTS aan gezamenlijke belangen zoals de migratie van analoge naar digitale televisie en afdracht van auteursrechten.

## Strijd tegen Sasur
De vereniging werd in november 2006 opgericht door eigenaren en managers van mediabedrijven om tegenwicht te bieden aan de Stichting voor Auteursrechten in Suriname (Sasur). Sasur was een jaar eerder een vergunning verleend door minister Siegfried Gilds om te mogen bemiddelen voor artiesten op het gebied van royalty's. Tijdens de oprichting werd de druk van Sasur inmiddels gevoeld door de mediabedrijven die te maken kregen met het proefproces tegen Rapar Broadcasting Network en aangekondigde heffingen. De VRTS wilde een koerswijziging omdat de hoogte van de heffingen te sterk op de bedrijfsbudgetten zou drukken en ze zonder koerswijziging een ramp voor de Surinaamse media zouden betekenen. Gesteld werd dat er door Sasur geen rekening gehouden zou worden met de lokale realiteit in Suriname. "Het fenomeen auteursrechten is geheel nieuw voor Suriname en de infrastructuur moet nog ontwikkeld worden," aldus voorzitter Werner Duttenhofer kort na de oprichting van de VRTS. Acht en half jaar en een aantal rechtszaken later, in februari 2015, werd door vertegenwoordigers van de VRTS, de SAV (Surinaamse Artiesten Vereniging) en de VSO (Vereniging van Show Organisatoren) richting De Nationale Assemblée geprotesteerd voor de bescherming van het voortbestaan van de publieke radiozender SRS. Het vormde de aanloop naar het besluit door het parlement op 14 maart 2015 om Sasur te belemmeren het werk voort te zetten. De bepaling en afdracht van redelijke tarieven agendeerde de VRTS met de opvolger van Sasur te willen regelen.

## Voorzitters
- 2006-2013: Werner Duttenhofer (Radio 10)[1]
- 2013-heden: Anwar Lall Mohamed (Sky Radio en TV)[7][13]